# Lepidodactylus tepukapili
Lepidodactylus tepukapili är en ödleart som beskrevs av  Zug, Watling, Alefaio ALEFAIO och LUDESCHER 2003. Lepidodactylus tepukapili ingår i släktet Lepidodactylus och familjen geckoödlor. Inga underarter finns listade i Catalogue of Life.